# Zeussidamo
Zeussidamo (in greco antico: Ζευξίδαμος?, Zeuxìdamos; Grecia, VII secolo a.C. – 625 a.C. circa) è stato un re di Sparta della dinastia Euripontide.
Secondo Erodoto succedette al padre Anassandrida I e fu padre del successore Anassidamo. Secondo Pausania, che ignora invece Anassandrida, succedette direttamente al nonno Teopompo.
Erodoto menziona anche un suo discendente, Zeussidamo figlio di Leotichida che non avrebbe regnato perché premorì al padre.